# Raïon de Krasnogorskoïe (kraï de l'Altaï)
Le raïon de Krasnogorskoïe (en russe : Красного́рский райо́н, Krasnogorski raïon) est une subdivision administrative (raïon) et une municipalité (raïon municipal) du kraï de l'Altaï dans le sud de la Sibérie. Son centre administratif est le village de Krasnogorskoïe, et il compte en tout 35 localités, réparties en 8 municipalités. Sa population s'élevait à 12 865 habitants en 2023.

## Géographie
Le raïon se situe dans le kraï de l'Altaï, un sujet, en tant que kraï, de la Russie, situé dans le district fédéral sibérien. Le kraï de l'Altaï se situe en Sibérie méridionale, dans la plaine de Sibérie occidentale.
Le raïon, comme tout le kraï de l'Altaï, est située dans le fuseau horaire MSK+4 (heure de Krasnoïarsk). Le décalage horaire appliqué par rapport au temps universel coordonné est +07:00.

## Politique et administration
Le raïon est un des 59 raïons du kraï de l'Altaï, dans le district fédéral sibérien. Il est un raïon municipal, et comporte ainsi plusieurs municipalités à l'intérieur de lui.